# Баскијска пелота на Летњим олимпијским играма 1900.
Баскијска пелота на Летњим олимпијским играма 1900. у Паризу је била укључена први пут у званични програм олимпијских игара. Учествовале су само две екипе са по два члана. Одигран је само један меч, чији је резултат остао непознат. Такмичење је одржано 14. јуна 1900.
Ово су биле једине олимпијске игре, где је баскијска пелота била званичан спорт. Покушаји оживљавања овог спорта на Летњим олимпијским играма 1924., 1968 и 1992. било је у виду демостреационог спорта, али није заживео.
Баскијска пелота обично није навођена као олимпијски спорт 1900, иако су је Ленарц и Тотенберг укључили у своју књигу. Пелота је испуњавала све критеријуме за укључивање у олимпијски програм — аматери, међународна конкуренција, без професионалаца. 
Постојале су две оспораване дисциплине у аматерској и професионалној конкуренцији. Само аматерско такмичење сматрано је олимпијском дисциплином. Оспоравана је и игра слична пелоти — пом (фр. Jue de Paume), али се играла отвореним дланом руке. Она је уврштена само једном на Летње олимпијске игре 1908.

## Земље учеснице
- Француска (2)

Морис Диркети и Ечегарај
- Шпанија (2)

Хосе де Амезола и Аспизуа и Франсиско Виљота

## Такмичење
Одигран је само један меч Шпанија — Француска. Победила је Шпанија са непознатим тезултатом.
| Победник                                           | Резултат | Поражени                         |
| -------------------------------------------------- | -------- | -------------------------------- |
| Шпанија Хосе де Амезола и Аспизуа Франсиско Виљота | Непознат | Француска Морис Диркети Ечегарај |